# 染谷香衣
染谷 香衣（そめや けい、1989年10月2日 - ）は、日本のラジオパーソナリティ・声優・ナレーター・女優である。千葉県出身。F-FactoryJapan所属。

## 来歴・人物
小学校から大学まで、合唱や演劇など、声を出すことに携わる。大学では放送研究部への入部し、ラジオドラマの制作を手がける。人々に自分の声を届ける魅力に惹かれたことで、ラジオパーソナリティの道を志した。
東京FM公認ディスクジョッキーライセンス「For Campus Life」2級を持つ。

## 担当番組

### ラジオ
- 2019年5月 -  FMぱるるん COMBOX CROSSOVER JAM
- 2020年1月 - 3月　FM栃木 B・E・A・T アシスタント
- 2022年3月 - 2023年3月 YBSラジオ スコーパーキャスター[3]

（ひる前らじお うるさごぜん、はみだし しゃべくりラジオ キックス、いしいそうたろうのチューチューレディオ、Bloomin'、田中くんと村上くんの自由業ラジオ＜ナレーション＞、ステブレ）

## その他の活動

### ラジオドラマ
- 2013年2月　FM世田谷　「恋する旅烏」　誉役

### 舞台
- 2014年3月　舞台　劇団純血華劇派第一回公演「クオリア」榎田秀司